# Ascolepis capensis
Ascolepis capensis là một loài thực vật có hoa trong họ Cói. Loài này được (Kunth) Ridl. mô tả khoa học đầu tiên năm 1884.